# Tveten
Tveten är en bebyggelse sydost om Stenungsund i Spekeröds socken i Stenungsunds kommun. Från 2015 avgränsar SCB här en småort.